# Filipinas en los Juegos Paralímpicos de París 2024
Filipinas estuvo representada en los Juegos Paralímpicos de París 2024 por seis deportistas, tres hombres y tres mujeres. El equipo paralímpico filipino no obtuvo ninguna medalla en estos Juegos.